# اندیس A۳ -ابوشانک
A۳ -ابوشانک یک اندیس غیرفلزی است که در حوالی شهر آبادان استان خوزستان قرار دارد و مادهٔ معدنی موجود در آن، صدف آهکی است.سنگ میزبان این اندیس رسو بات ماسه ساحلی است  